# 闪婚 (电影)
是2022年上映的美国爱情动作喜剧片，由杰森·摩尔执导，詹妮弗·洛佩兹、喬許·杜默、詹妮佛·库里奇、索尼娅·布拉加和切奇·马林主演，讲述了一对新婚夫妇在菲律宾的海岛举行婚礼，不料被一群海盗闯入的故事。电影于2022年12月28日在新加坡上映，2023年1月27日由亞馬遜工作室在Amazon Prime Video平台发行。

## 剧情
新婚夫妇达茜与汤姆携亲朋好友来到菲律宾的一座私人海岛，准备举行豪华婚礼。婚礼正式开始前，夫妇俩就婚礼产生争执，此时一群海盗闯入海盗，将所有宾客劫为人质，计划跟达茜的富裕老爸罗伯特索要4500万美元。罗伯特答应交付赎金，但要求保证达茜的性命。
没过多久，达茜与汤姆碰到前去找他们的海盗。夫妇俩一边击退海盗，一边思考婚礼的意义。结果两人被困在经理办公室下方的金库，汤姆为了给达茜逃跑时间，自愿向海盗投降。回到婚礼现场，汤姆向大家揭穿达茜的前夫肖恩的阴谋，指控他策划了海盗行动。随后肖恩登上海盗的直升机，前去寻找达茜，并在登机前把罗伯特的女友哈莉特带走。与此同时，达茜也赶到现场，与泳池里的肖恩和其他人会合。达茜与肖恩承认他们还是想举行婚礼。
后来大家发现哈莉特其实跟肖恩一伙。汤姆请求两名负责看守的海盗让他们完成婚礼仪式，罗伯特趁机说达茜与汤姆成婚的话，就会立刻支付赎金。就在众人演唱歌曲《I'll Be》的时候，汤姆与达茜冲向两名海盗，达茜用海盗的手榴弹炸死其中一人，另外一人投降。其他海盗闻讯赶来，朝宾客开枪。汤姆的母亲卡萝尔从地上捡起海盗的步枪，开火回击。达茜把一枚手榴弹扔向空中，汤姆用球棍把它打到海盗身上，炸死了他，同时还引燃了婚礼现场的焰火。
婚礼现场回归平静后，达茜与汤姆来到码头，准备前去附近的岛屿寻找救援。肖恩也出现在码头，汤姆与他打起来，之后跟达茜登上一艘快艇离开。坐在直升机里的哈莉特准上快艇，被连着快艇的绳索套住的肖恩爬上船，又跟肖恩打起来，达茜负责开船。打斗过程中，船上的一件帆伞被意外打开，汤姆和肖恩被帆伞的绳索带到半空。汤姆顺着绳索爬回快艇，之后和达茜一起把绳索切断。没有绳索牵引的帆伞飘向了直升机的旋翼，导致直升机坠毁，肖恩和哈丽特当场身亡。回到海滩，当局扣留了剩下的海盗，汤姆与达茜正式结婚。

## 阵容
- 詹妮弗·洛佩兹 饰 达茜·里维拉（Darcy Rivera）
- 喬許·杜默 饰 汤姆·福勒（Tom Fowler）
- 詹妮佛·库里奇 饰 卡萝尔·福勒（Carol Fowler）
- 索尼娅·布拉加 饰 雷娜塔·奥尔蒂斯（Renata Ortiz)
- 切奇·马林 饰 罗伯特·里维拉（Robert Rivera）
- 卡莉·埃尔南德斯（英语：Callie Hernandez） 饰 杰米·里维拉（Jamie Rivera）
- 德斯明·博尔赫斯（英语：Desmin Borges） 饰 瑞奇·西尔弗（Ricky Silver）
- 达茜·卡尔登 饰 哈莉特（Harriet）
- 藍尼·克羅維茲 饰 肖恩·霍金斯（Sean Hawkins）
- 史蒂夫·库尔特（Steve Coulter）饰 拉里·福勒（Larry Fowler）
- 梅丽莎·亨特（Melissa Hunter）饰 珍妮（Jeannie）
- 阿尔贝托·艾萨克（Alberto Isaac）饰 艾斯（Ace）
- 陈美廪（英语：Selena Tan） 饰 玛吉（Margy）

## 制作

### 开发
电影于2019年1月29日首度公开，萊恩·雷諾斯担任主演，《歌喉讚》导演杰森·摩尔执导，马克·汉默与莉兹·梅里韦瑟共同编剧。曼德维尔影业的陶德·李柏曼和大衛·霍伯曼担任制片人，雷诺斯通过旗下的制作公司Maximum Effort参与制片。2020年10月，洛佩兹、艾莲·戈德史密斯-托马斯和班尼·梅帝纳以努约里坎制片公司的名义加入制片人名单。

### 选角
2020年10月27日，詹妮弗·洛佩兹宣布担任女主角，艾米·汉莫取代雷诺兹出任男主角。后来汉莫因2021年1月陷入虐待指控，退出制作 。
2021年1月19日，喬許·杜默就取代汉莫进行早期谈判，次月确认出演主角。索尼娅·布拉加和詹妮佛·库里奇出任配角。2021年2月16日，藍尼·克羅維茲、切奇·马林、达茜·卡尔登、陈美廪、德斯明·博格斯和亚历克斯·马拉里加盟剧组。2021年5月7日，卡莉·埃尔南德斯和史蒂夫·库尔特加盟。

### 摄制
拍摄工作原定于2019年夏季启动，后来推迟至2021年2月22日，取景地包括美国波士顿和多明尼加。2021年4月22日，洛佩兹在Instagram宣布主体拍摄于2021年4月22日结束。

## 发行
电影原定由狮门影视公司发行，定档2022年6月29日。2022年3月，亞馬遜工作室买下电影发行权，定于2023年1月26日上线旗下流媒体平台Amazon Prime Video。因美国对院线电影的政策，狮门保留电影海外院线发行权。电影最终于2022年12月28日在新加坡上映，由创艺电影发行，2023年1月27日上线流媒体平台。
根据尼尔森媒体研究院数据，2023年1月，在原创剧《湯姆·克蘭西之傑克·萊恩》与《闪婚》的推动下，Amazon Prime Video访问量创下历年同期的最大增幅，增长了9.3%（比去年同期增加0.2%）。

## 反响

### 专业评价
根据評論匯總网站爛番茄汇总的115篇评论文章，44%%的评论家给予该作正面评价，平均打分为5.1分（满分10分）。在Metacritic上，根據28位影評人給予46分（滿分100分），這部電影獲得了「評價褒貶不一或一般」。

### 票房成绩
电影在海外取得830万美元的票房成绩。